# Dirtbag Nunatak
Dirtbag Nunatak är en nunatak i Antarktis. Den ligger i Västantarktis. Inget land gör anspråk på området. Toppen på Dirtbag Nunatak är 940 meter över havet, eller 91 meter över den omgivande terrängen. Bredden vid basen är 2,5 km.
Terrängen runt Dirtbag Nunatak är kuperad åt nordost, men åt sydväst är den platt. Trakten är obefolkad. Det finns inga samhällen i närheten.